# Викрадення, привласнення, вимагання документів, штампів, печаток
Правильна назва цієї сторінки  — Викрадення, привласнення, вимагання документів, штампів, печаток, заволодіння ними шляхом шахрайства чи зловживання службовим становищем або їх пошкодження. Його показано неправильно через технічні обмеження.
Викрадення, привласнення, вимагання документів, штампів, печаток, заволодіння ними шляхом шахрайства чи зловживання службовим становищем або їх пошкодження — кримінальне правопорушення проти авторитету органів влади та об'єднань громадян, за який передбачено кримінальну відповідальність за 357 статтею Кримінального кодексу України.

## Склад злочину
- Об'єктом злочину є встановлений порядок ведення, обігу та використання офіційних і деяких приватних документів, який забезпечує нормальну діяльність підприємств, організацій та установ, порядок документального посвідчення фактів, які мають юридичне значення.
- Предметом злочину є офіційні документи, штампи, печатки, приватні документи установ/підприємств/організацій або паспорт чи інший особистий важливий документ. Відповідно до Примітки до 358 статті КК офіційні документи — документи, які містять зафіксовану на будь-яких матеріальних носіях інформацію, яка підтверджує або посвідчує певні події, явища або факти, які спричинили або здатні спричинити певні наслідки правового характеру. Відбитки печаток і штампів на докуметах посвідчують їх дійсність та справжність. До особистих документів відносяться паспорт, паспорт громадянина України для виїзду за кордон, посвідчення, свідоцтво про народження, диплом про завершення вищої освіти тощо.
- Об'єктивна сторона злочину може бути виражена у таких альтернативних діях відносно предметів злочину:
  - викрадення
  - привласнення
  - вимагання
  - заволодіння шляхом шахрайства
  - заволодіння шляхом зловживання службовим становищем
  - знищення
  - пошкодження
  - приховування,
- а злочину, передбаченого ч.3 — у незаконному заволодінні будь-яким способом паспортом чи іншим особистим документом. Злочин є закінченим з моменту вчинення зазначених дій (ч.1) або з моменту фактичного заволодіння особистим документом (ч.3).
- Суб'єкт злочину загальний. Якщо дії вчинялися шляхом зловживання службовим становищем, суб'єктом злочину може бути лише службова особа.
- Суб'єктивна сторона злочину характеризується прямим умислом, а за ч.1 ст. 357 — ще і мотивом: корисливий мотив або інші особисті інтереси. Якщо, реалізуючи злочинний умисел на заволодіння власністю, винна особа не має умислу на заволодіння особистим документом, відповідальність за ч.3 ст. 357 виключається.

## Кримінальна відповідальність
- Викрадення, привласнення, вимагання офіційних документів, штампів, печаток, заволодіння ними шляхом шахрайства або зловживання службовим становищем, їх умисне знищення, пошкодження або приховування, ті самі дії, вчинені щодо приватних документів установ, підприємств чи організацій незалежно від форми власності, вчинене з корисливих мотив чи в інших особистих інтересах, караються штрафом у розмірі до 50 неоподатковуваних мінімумів доходів громадян (до 850 гривень) або обмеженням волі на строк до трьох років.
- Ті самі дії, якщо вони спричинили порушення роботи підприємства, установи чи організації (зокрема, ускладнило або унеможливило на певний час виконання підприємством, установою чи організацією покладених на них функцій та/або обов'язків) або вчинені щодо особливо важливих документів (до яких належать, наприклад, особові справи працівників, печатки із зображенням Державного Герба України тощо, це питання вирішується в кожному конкретному випадку), караються штрафом у розмірі до 70 неоподатковуваних мінімумів доходів громадян (до 1190 гривень) або обмеженням чи позбавленням волі на строк до трьох років.
- Незаконне заволодіння будь-яким способом паспортом або іншим важливим особистим документом карається штрафом у розмірі до 50 неоподатковуваних мінімумів доходів громадян (до 850 гривень) або арештом до трьох місяців, або обмеженням волі на строк до трьох років.

Аналогічні злочини містяться у Кримінальних кодексах інших країн, зокрема Росії (325 стаття), Туркменістану (217 стаття), Азербайджану (320 стаття), Таджикистану (339 стаття) тощо; кримінальне покарання також коливається від штрафу до незначних термінів позбавлення волі, іноді включаючи виправні роботи та арешт.